# MYV☆POPS
MYV☆POPS è il quarto album del cantante giapponese miyavi. Pubblicato dalla label major Universal, è uscito il 2 agosto 2006 in Giappone, nelle edizioni Regular Edition e Limited Edition con dvd. L'album è una raccolta di singoli più tre inediti e il dvd contiene il documentario con back stage footage del tour e making of del video "Kimi ni Negai Wo".

## Tracce
Tutti i brani sono testo e musica di MIYAVI.

Dopo il titolo è indicata fra parentesi "()" la grafia originale del titolo, eventuali note sono indicate dopo il punto e virgola ";".
1. Are you ready to ROCK? -Rhythm Battle MIX- (Are you ready to ROCK? -Rhythm Battle MIX-?) - 3:55
2. Kekkonshiki no uta (結婚式の唄?) - 4:52
3. Señor Señora Señorita (セニョールセニョーラセニョリータ?) - 4:23
4. Gigpig Boogie (Gigpigブギ?) - 3:45
5. Dear my friend -Tegami wo kakuyo- (Dear my friend-手紙を書くよ-?) - 4:27
6. Itoshii hito (Beta de suman.) -2006 ver.- (愛しい人（ベタですまん。）-2006 ver.-?) - 5:23
7. Kimi ni negai wo (君に願いを?) - 4:40
8. We love you ~Sekai wa kimi wo aishiteru~ (We love you～世界は君を愛してる～?) - 4:38; inedito
9. Peace Sign (ピースサイン?) - 4:14; inedito
10. Oretachi dake no fighting song (Tsūshō: Never Give Up) (俺達だけのファイティングソング（通称:ネバギバ）?) - 3:35; inedito